# Бокса, Николя
Робе́р Николя Шарль Бокса́ (фр. Robert Nicolas Charles Bochsa; 9 августа 1789, Монмеди, Франция — 6 января 1856, Сидней, Австралия) — французский арфист-виртуоз, композитор, дирижёр и музыкальный организатор чешского происхождения.
Хотя сегодня произведения Бокса не пользуются популярностью, он был очень известен в XIX веке как плодовитый композитор и ведущий арфист, а также из-за проблем с законом, которые широко освещались в газетах. Достаточно распространено мнение, что его отношения с Анной Бишоп вдохновили Джорджа Дюморье на создание центральных образов романа «Трильби» (1894 г.) — злодея-гипнотизёра Свенгали и молодой певицы, заглавной героини книги. Почти всю свою жизнь он провел за пределами Франции, в Европе, а также в Америке и Океании.

## Биография
Сын гобоиста, композитора и издателя Карла (Шарля) Бокса́, родом из Богемии, и Мари-Шарлотты Вотрен, лотарингки, родом из Эннери.
В 7 лет играл на флейте и учился игре на фортепиано у своего отца.  В 1807 году поступил в Парижскую консерваторию, где среди его преподавателей были Шарль Симон Катель и Франсуа-Жозеф Надерман. С 1813 года служил арфистом в Императорском оркестре, сначала при Наполеоне, а затем — при Людовике XVIII. Сочинил несколько опер. В том же году женился на Жоржетте Дюкрест, дочери маркиза дю Креста и племяннице мадам де Жанлис, которая подарила ему двоих детей.
Однако его блестящая карьера была прервана приговором к двенадцати годам принудительных работ и штрафу в размере 4000 франков за подделку документов и кражу. Его обвинили в том, что он подделал подписи известных музыкантов (Мегюль, Буальдьё, Николо) или влиятельных личностей (граф Деказ, герцог Веллингтон), на предъявительских облигациях для приобретения предметов роскоши. Решение было вынесено судом присяжных Сены 17 февраля 1818 года в отсутствие Бокса, который предусмотрительно отбыл из Франции в Англию, в Лондон, бросив жену и детей.
В Лондоне Бокса стал одним из основателей Королевской академии музыки, её секретарем, преподавателем игры на арфе и музыкальным директором Королевского театра. Он также был руководителем Итальянской оперы и Королевской консерватории.
5 июля 1839 года он дал серию концертов в лондонской Итальянской опере вместе с французской певицей-сопрано Анной Ривьер-Бишоп (фр. Anna Rivière), женой композитора Генри Роули Бишопа, прозванного «английским Моцартом» и известного как автор знаменитой песни «Дом! Милый дом!» (Home! Sweet Home!;1823 г.). Бокса посвятил Анне множество мелодий и аранжировок, прежде чем завязать роман, который продлится до самой смерти композитора. Артистка, не колеблясь, бросает мужа и троих детей, чтобы последовать за возлюбленным, когда последний покидает Англию после обвинений в двоеженстве. Бокса обвиняли в том, что он женился на Эми Уилсон (сестре известной куртизанки и предполагаемой любовницы принца Уэльского Хэрриетт Уилсон), не разведясь со своей первой женой.
Вместе с Бишоп они концертировали в США, Мексике и в Европе (кроме Франции и Великобритании). Позднее в течение двух лет работали в Неаполе в театре Сан-Карло. В декабре 1855 года Бокса прибыл в Сидней, где, дав лишь один концерт, скончался. Анна приказала построить гробницу на кладбище Кампердаун в Сиднее со следующим посвящением: «Этот памятник воздвигнут в искренней преданности его верной подругой и ученицей Анной Бишоп».
Будучи музыкальной звездой международного масштаба, Николя-Шарль Бокса отличался неординарным характером и эксцентричным поведением.  Он написал более 350 произведений, большинство из них — для арфы (сонаты, дуэты, фантазии, симфонии и т. д.), включая два концерта и ноктюрн для двух арф, флейты и английского рожка, а также оперы и комические оперы, реквием, балеты, фортепианные сонаты, квартет для гобоя, скрипки, альта и баса, три квартета для двух скрипок, альта и баса, квинтет для арфы, гобоя, флейты, валторны и фагота, трио для скрипки, виолончели и фортепиано, концерт для флейты, несколько мелодий и множество аранжировок, включая «Марсельезу» и «Кадрильи» для скрипки Никколо Паганини. Позднее многие его композиции для арфы стали учебными.

## Среди сочинённых произведений
- «Возвращение Траяна, им Триумф Рима» (Le Retour de Trajan ou Rome triomphante), в двух актах, либретто de Stéphanie-Aline Despréaux (1805, Лион)
- «Танцемания» (Dansomanie), балет (1806, Бордо)
- «Всемирный потоп» (Le Déluge universel), оратория (1806, Бордо)
- «Реквием в память Людовика XVI для мужского хора и духовых инструментов, на смерть Людовика XVIII» (Requiem à la mémoire de Louis XVI pour chœur d’hommes et instruments à vent, dédié à Louis XVIII) (1824, Аббатство Сен-Дени)
- L’Héritier de Paimpol, комическая опера в трех актах (29 декабря 1813, Опера-Комик)
- Les Héritiers Michau ou le Moulin de Lieursain, комическая опера в одном акте (30 апреля 1814, Opéra-Comique)
- Alphonse d’Aragon, комическая опера в трех актах (20 августа 1814, Opéra-Comique)
- «Король и Лига» (Le Roi et la Ligue ou la Ville assiégée), комическая опера в трех действиях (22 августа 1815, Opéra-Comique)
- «Свадьбы Гамаша» (Les Noces de Gamache) по произведению М. де Сервантеса, комическая опера в двух актах (16 сентября 1815, Opéra-Comique)
- «Измененное письмо» (La Lettre de change), комическая опера в одном действии (11 декабря 1815, Opéra-Comique)
- Un mari pour étrennes, opéra-comique en un acte (1 января 1816, Opéra-Comique)
- «Жюстина и разбитый кувшин» (Justine ou la Cruche cassée), балет (7 января 1825, Лондон)
- «Храм Согласия» (Le Temple de la Concorde), балет (28 января 1825, Лондон)
- «Рождение Венеры» (La Naissance de Vénus), балет в двух действиях (8 апреля 1826, Лондон)
- «Корсар» (Le Corsaire), балет в трех актах по мотивам одноимённой поэмы Байрона, балетмейстер Альбер, постановки: Лондон, 29 июля 1837, Брюссель 1839.